# Haute couture

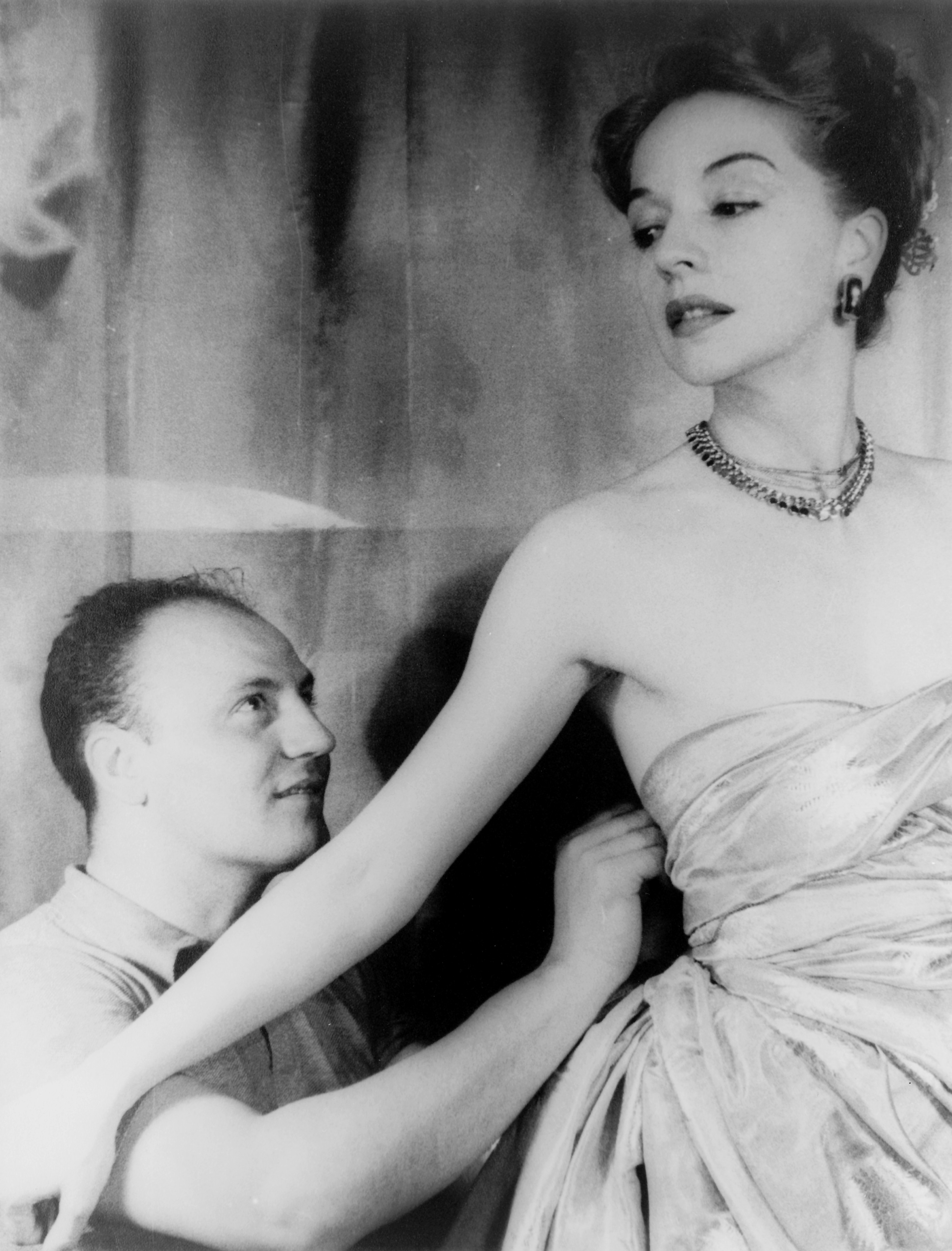
Pierre Balmain obléká modelku Ruth Fordovou v roce 1947 (fotografie: Carl van Vechten)

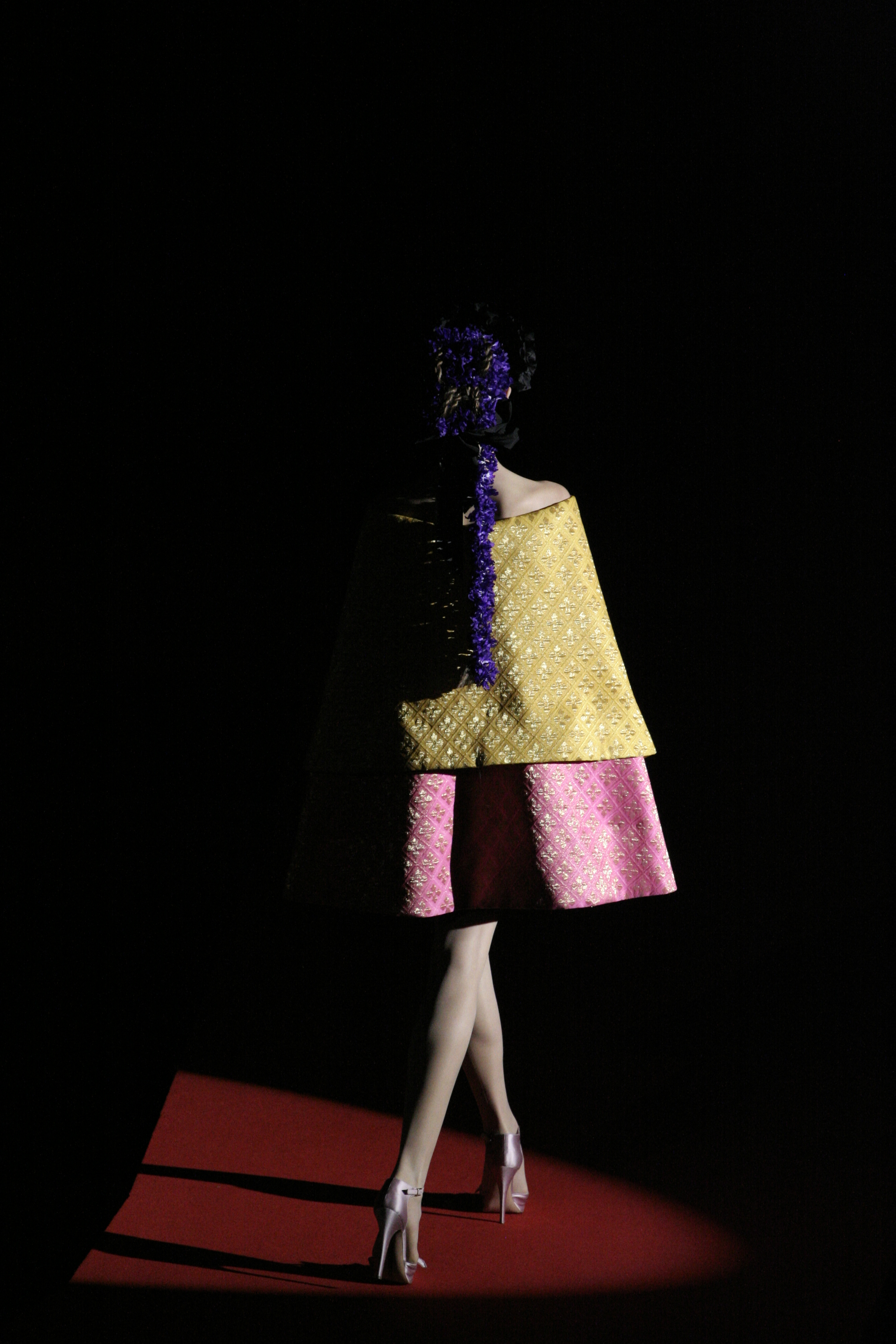
Haute couture na módní přehlídce Christian Lacroix

Haute couture (výslovnost [ˈot kuˈtyʁ]IPA) je francouzský termín z oblasti módy označující oblečení šité na míru detailně ručně zpracované, vyrobené v Paříži a často imitované v ostatních známých městech módy jako jsou New York, Londýn či Milán. Oblečení „Haute Couture“ je nejen šité na míru pro určitého zákazníka, ale při jeho výrobě jsou použité vysoce kvalitní a drahé látky a je šité rukou s extrémním důrazem na detail a zakončení. Ušití jediných šatů trvá od 100 hodin a může se vyšplhat až na 2 000 hodin práce. Od toho se pochopitelně vyvíjí cena, která začíná na 15 000 eur za blůzu a šplhá až k 200 000 eur za večerní vyšívané šaty. 
Termín „haute couture“ může označovat:
- Módní domy a návrháře, kteří vytvářejí exkluzivní oblečení, které často udává světové módní trendy.
- Samotné výrobky těchto domů a návrhářů.
- Exkluzivní uzavřený klub skutečných zákaznic, jehož patronkou byla Gabrielle „Coco“ Chanel.
- V přeneseném a značně nepřesném významu samotnou francouzskou módu.

Ve Francii je označení „haute couture“ chráněným názvem, a na označení jakéhokoli modelu musí mít tvůrce oprávnění od příslušné odborové komory (Chambre syndicale de la Haute Couture).

## Módní domy s titulem Haute Couture
- Adeline André
- Christian Dior
- Julien Fournié
- Maurizio Galante
- Jean-Paul Gaultier
- Givenchy
- Hermés International
- Chanel
- Alexis Mabille
- Martin Margiella
- Paul Poiret
- Paco Rabanne
- Stéphane Rolland
- Yves Saint-Laurent
- Elsa Schiaparelliová
- Frank Sorbier
- Giambattista Valli
- Alexander Vauthier
- Atelier Garreau